# Hiromi Kojima
Hiromi Kojima, född 12 december 1977 i Fukuoka prefektur, Japan, är en japansk tidigare fotbollsspelare.